# فرانتس کساور کروتس
فرانتس زاور کروتس (آلمانی: Franz Xaver Kroetz؛ ‏ آلمانی: [fʁant͡s ˈksaː.vɐ kʁœt͡s] ؛ زادهٔ ۲۵ فوریهٔ ۱۹۴۶) نمایشنامه‌نویس، کارگردان فیلم، بازیگر و مؤلف اهل آلمان است.
او مابین سال‌های ۱۹۷۱ تا ۱۹۸۰ یکی از اعضای فعال حزب کمونیست آلمان بود و بابت آثارش در سال ۲۰۰۵ میلادی، موفق به دریافت نشان افتخار شایستگی جمهوری فدرال آلمان شد. نمایشنامه‌های کروتس به زبان‌های مختلف ترجمه و اجرا شده‌اند. سایمون استفنز در سال ۲۰۱۶ گفت: «کروتس تشخیص می‌داد که چگونه فقر می‌تواند منجر به وحشیگری، بدبینی، ناامیدی و ترس شود. نمایشنامه‌های او اکنون بیش از هر زمان دیگری طنین‌انداز هستند.»